# RS-405
Pour les articles homonymes, voir Route 405.
La RS-405 est une route locale du Centre-Est de l'État du Rio Grande do Sul et de la mésorégion métropolitaine de Porto Alegre qui relie la municipalité de Passo do Sobrado, à partir de la BR-287, à celle de Vale Verde. Elle dessert ces deux seule communes, et est longue de 22 km.